# 將軍澳第一期堆填區
將軍澳第一期堆填區是香港一個已關閉的堆填區，位於西貢區將軍澳第77區內。堆填區佔地約68公頃，啟用於1978年，並在1995年關閉並進行修復工作。完成修復後土地被劃定作為康樂用途，在其上的環保大道寵物公園、將軍澳南海濱長廊及單車徑等設施皆已開放。

## 位置
將軍澳第一期堆填區位於將軍澳第77區，原本位置偏遠，但隨著將軍澳新市鎮發展，現在該片土地已經毗鄰住宅，南面及北面分別有大型私人住宅項目日出康城及清水灣半島，邵氏影城亦與之隔環保大道相望。

## 堆填區及其修復
將軍澳第一期堆填區於1978年啟用，並由土木工程處營運，使用17年後至1995年關閉。期間共接收了約1720萬噸的廢物，包括各類家居、商業、建築、工業及特殊廢物。堆填區關閉後，土地被撥至環境保護署進行修復工程，而工程亦在1999年1月完成，並由環保署承建商持續進行修護工作。
堆填區垃圾分解產生大量堆填氣體，但在堆填區關閉之際其實並沒有設施處理，故環境保護署於1995申請撥款設計及建造相關管理系統，堆填氣體會經由收集管道送往堆填區內一座氣體燃燒廠進行處理。而環保署亦在2014年運用堆填氣體發電向連接環保大道寵物公園及海濱長廊的行人通道的20盞路燈供電。滲濾廢水方面，由於此堆填區並沒有污水處理設施，廢水會輸送往鄰近的將軍澳第二/三期堆填區的污水處理設施處理。

## 修復設施

### 海濱長廊
堆填區濱海的一段位置已被修整為單車徑及海濱長廊，亦已在2012年6月啟用。

### 寵物公園
2007年，西貢區議會轄下的一個工作小組建議按照地區小型工程計劃而在已修復之將軍澳第一期堆填區內建設一個寵物公園，並在毗鄰建設一個停車場。在經過顧問公司進行可行性研究並作出施工期及預算開支後，立法會財務委員會於2009年4月正式通過在地區小型工程計劃整筆撥款中撥出估算的1100萬元作興建寵物公園用；而停車場的資金則由環境保護署從基本工程儲備基金下的項目中作出撥款。工程合約最終在2010年12月批出，終在2013年2月完成，最終造價為2560萬元。此寵物公園被命名為環保大道寵物公園，並在2013年6月開放予公眾使用。此寵物公園佔地達1.2公頃，位於堆填區的北面，位置接近環保大道，車輛可以循環保大道駛入公園停車場，方便以車代步的使用者到達公園。
然而，此寵物公園除了被市民批評位置偏遠及每日關閉時間過早外，審計署亦在2017至18年度的一份衡工量值式審計報告中指出寵物公園動工建造時發現地段發生不正常的沉降，但部門在招標前未有發現，被逼在中途改變設計，致令動工日期及其後相關的日期皆較原訂日期推遲，最終超支逾千萬元及較計劃時間遲達29個月完工。審計署並向與工程相關的康樂及文化事務署、民政事務署及環境保護署作出建議。

### 足球訓練中心
由環保署撥地並租予香港足球總會，並由賽馬會慈善信託基金撥款資助興建的足球訓練中心於2018年9月開始運作，佔地12公頃的場內設有仿真草及草地足球場各三個，另有一個五人足球場。然而香港足球總會只在2019年2月28日宣布在當年3月地開放三個仿真草場的部分時段予公眾申請租用，公眾使用的首日為2019年3月18日。其他足球場仍只供香港足球代表隊及其青年梯隊和香港超級足球聯賽參賽球會使用。

### 其他發展

#### 環保村
將軍澳第一期堆填區亦納入環保署第一期「活化已修復堆填區資助計劃」的可供申請地段之一，環保署撥出了兩塊大約2.3公頃的平地予非牟利團體或體育團體提出發展計劃申請。最終這兩塊土地獲得了十三份申請書，環保署於2017年6月26日宣布建議將其中一幅土地用作露營場地及環保教育中心的東華三院中選並邀其提交詳細建議。東華三院在2018年完成可行性研究，並在2019年2月18日與環保署簽訂協議，環保署將資助東華三院進行包括土地勘探、詳細設計及招標文件等施工前期工序，完成後環保署將向立法會申請撥款。
2020年11月23日，環境局提交文件予立法會環境事務委員會，將發展計劃命名為「環保村」，計劃興建的主要設施包括露營區、兒童教育基地、環保劇場、戶外訓練區、 野餐區和中央活動區、植物迷宮、蝴蝶園、香草園和種植園。2021年5月12日，環境局將「環保村」更詳盡的設計內容提交立法會財務委員會屬下的工務小組委會員，其中包括一系列節能及可再生能源項目，如太陽能光伏板、太陽能熱水系統和太陽能照明系統，亦設中水回收系統供灌溉其預期會栽種的大量園林植物，以及堆肥設施處理廚餘及園林廢物。項目於2021年6月2日獲工務小組通過，將提交財委會撥款，根據項目文件，負責發展的東華三院環保村有限公司將在獲得財委會批出款項後動工，目標為一年半內完工。
環保村項目最終在2024年7月30日才開放予公眾。正式的開幕儀式在2025年2月18日舉行，場內設有六個無火露營區以及設有自動灌溉系統的社區農圃供公眾租用。